# Charlie Daniels Band

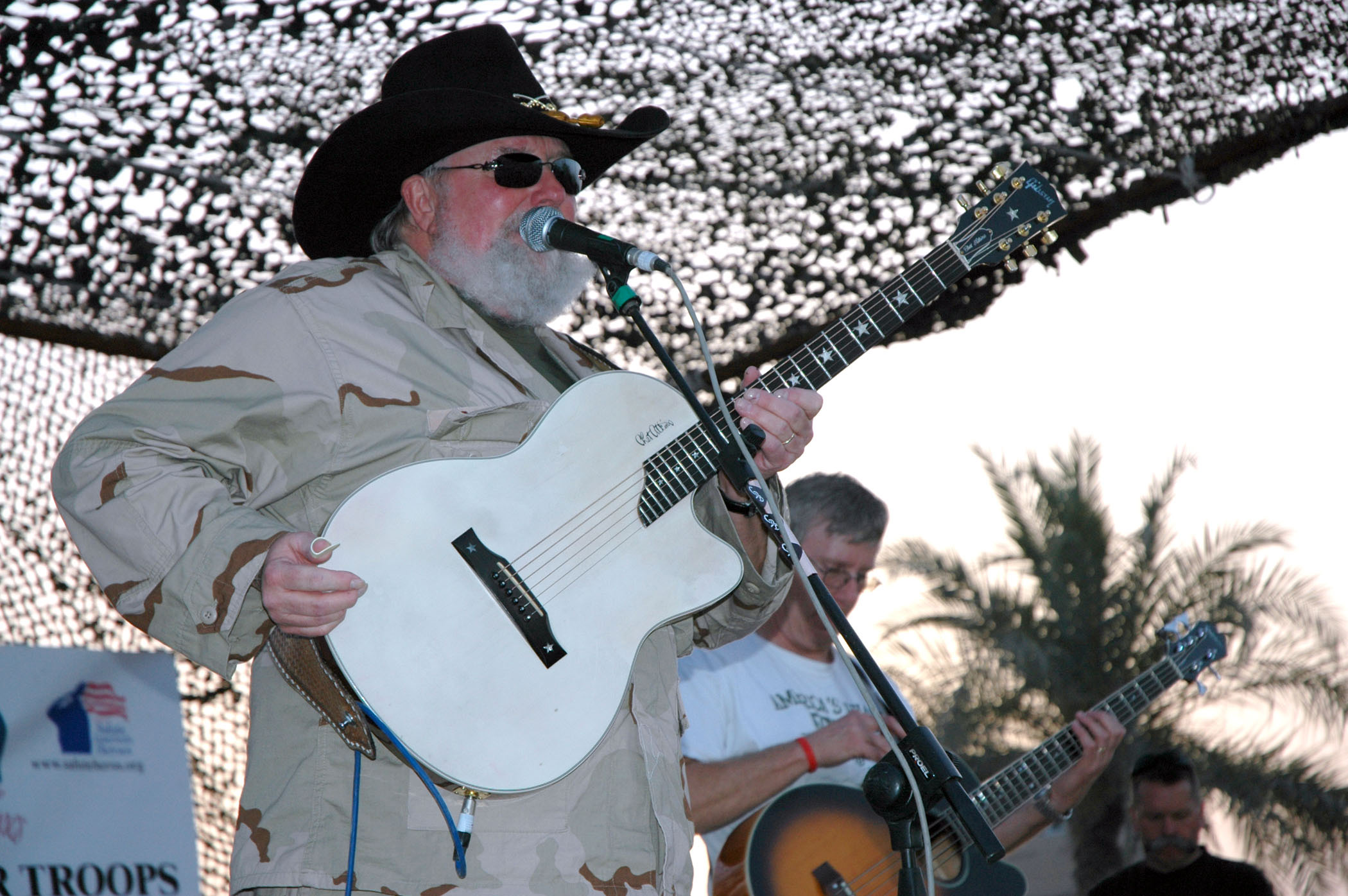
Die Charlie Daniels Band spielt vor US-Truppen in Bagdad (2005)

Die Charlie Daniels Band war eine US-amerikanische Country-Rock-Band. Ihr bekanntester Song ist The Devil Went Down to Georgia, für den sie mit einem Grammy ausgezeichnet wurde. Die Band existierte von 1970 bis zu Daniels’ Tod 2020.

## Bandgeschichte
Der Country-Musiker Charlie Daniels begann bereits in seiner Kindheit Fiddle und Gitarre zu spielen. 1958 gründete er die Instrumental-Gruppe The Jaguars, die hauptsächlich durch zahlreiche Live-Auftritte in und um Texas bekannt wurde. Daniels entwickelte sich in diesen Jahren zu einem gefragten Songwriter, dessen Titel unter anderem von Elvis Presley aufgenommen wurden.
Auf Anraten des Musikproduzenten Bob Johnston ging er 1967 nach Nashville, um als Session-Musiker zu arbeiten. Eine 1970 produzierte Solo-LP erwies sich als kommerzieller Fehlschlag. Daniels stellte daraufhin eine Band zusammen, die Charlie Daniels Band. Mitglieder der Erstbesetzung waren Don Murray, Charlie Hayward, James W. Marshall und Joe DiGregorio. Die Gruppe spielte Southern Rock nach Vorbild der Allman Brothers und brachte Jazz, Blues und Boogie-Woogie-Elemente mit ein.
1973 hatte die Band ihren ersten Hit mit dem Song Uneasy Rider vom zweiten Album Honey in the Rock (1972). In diesem Song spottet Daniels über die Hippie-Musiker aus Kaliforniern, die, durch den Film Easy Rider verunsichert, sich in Kneipen in den Südstaaten unsicher fühlten und Angst hatten, wegen ihrer langen Haare angegriffen zu werden. 1974 veröffentlichten sie Fire on the Mountain mit dem Hit Texas. Das Album kam in die Top 40 und bekam Goldstatus. Ein weiterer Hit für Daniels war The South Is Gonna Do It Again, eine Hymne auf den Southern Rock und das Lebensgefühl der Südstaaten. 1976 folgte das Album Saddle Tramp – auch diese Platte schaffte Gold. Während der 1970er Jahre wurde die Charlie Daniels Band eine der wichtigsten Protagonisten des Southern Rock. Der große Durchbruch in den Pop- oder Countrycharts gelang ihnen jedoch nicht. 1974 organisierte er das erste von mehreren Volonteer-Jam-Konzerten, bei denen Southern-Rock-Musiker auftraten.
In den späten 1970ern, als Southern Rock an Popularität verlor, wandte sich die Musik der Band mehr und mehr in Richtung Country, die Geige wurde zu Daniels Markenzeichen. Sie bestimmt auch Daniels’ größten Hit, The Devil Went Down to Georgia (1979). Der Song erreichte Platz 1 der Country-Charts und Platz 3 der Pop-Charts. Von der Country Music Association (CMA) wurde der Song zur Single des Jahres ernannt. Das Album Million Mile Reflections wurde mehrfach mit Platin ausgezeichnet und konnte sich ebenfalls sowohl in den Country- als auch in den Pop-Charts platzieren. 1980 erhielt die Charlie Daniels Band einen Grammy als „Best Country Vocal Performance By A Duo Or Group“.
1980 trat die Charlie Daniels Band im John-Travolta-Film Urban Cowboy auf und erhöhte damit ihren Bekanntheitsgrad erheblich. Das nächste Album Full Moon verkaufte sich entsprechend gut und wurde mit Platin ausgezeichnet. Die nachfolgenden Produktionen waren nur mäßig erfolgreich. 1990 wurde mit Simple Man noch ein Top-20-Hit geschafft.

## Diskografie

### Alben
| Jahr | Titel                                                     | Höchstplatzierung, Gesamtwochen, AuszeichnungChartplatzierungen (Jahr, Titel, Platzierungen, Wochen, Auszeichnungen, Anmerkungen) | Höchstplatzierung, Gesamtwochen, AuszeichnungChartplatzierungen (Jahr, Titel, Platzierungen, Wochen, Auszeichnungen, Anmerkungen) | Höchstplatzierung, Gesamtwochen, AuszeichnungChartplatzierungen (Jahr, Titel, Platzierungen, Wochen, Auszeichnungen, Anmerkungen) | Anmerkungen                                        |
| Jahr | Titel                                                     | UK | US | Country | Anmerkungen                                        |
| ---- | --------------------------------------------------------- | --- | --- | --- | -------------------------------------------------- |
| 1974 | Fire on the Mountain                                      | — | US38 Gold · (34 Wo.)US | — |                                                    |
| 1975 | Nightrider                                                | — | US57 (12 Wo.)US | Country27 (7 Wo.)Country |                                                    |
| 1976 | Saddle Tramp                                              | — | US35 Gold · (18 Wo.)US | Country7 (18 Wo.)Country |                                                    |
| 1976 | High Lonesome                                             | — | US83 (10 Wo.)US | Country17 (12 Wo.)Country |                                                    |
| 1977 | Midnight Wind                                             | — | US105 Gold · (11 Wo.)US | Country42 (5 Wo.)Country |                                                    |
| 1979 | Million Mile Reflections                                  | UK74 (1 Wo.)UK | US5 ×3Dreifachplatin · (43 Wo.)US                                                                                                 | Country1 (95 Wo.)Country | 4 Wochen auf Platz 1                               |
| 1980 | Full Moon                                                 | — | US11 Platin · (33 Wo.)US | Country5 (37 Wo.)Country |                                                    |
| 1982 | Windows                                                   | — | US26 Gold · (19 Wo.)US | Country7 (25 Wo.)Country |                                                    |
| 1983 | A Decade of Hits                                          | — | US84 ×4Vierfachplatin · (12 Wo.)US                                                                                                | Country25 (18 Wo.)Country | Wiederveröffentlichung 1990: Platz 41 in 70 Wochen |
| 1985 | Me & the Boys                                             | — | — | Country27 (29 Wo.)Country |                                                    |
| 1988 | Homesick Heroes                                           | — | US181 (2 Wo.)US | Country16 (43 Wo.)Country |                                                    |
| 1989 | Simple Man                                                | — | US82 Platin · (25 Wo.)US | Country2 (114 Wo.)Country |                                                    |
| 1998 | Fiddle Fire: 25 Years of the Charlie Daniels Band         | — | — | Country52 (9 Wo.)Country |                                                    |
| 2001 | The Live Record                                           | — | — | Country38 (28 Wo.)Country |                                                    |
| 2002 | How Sweet the Sound – 25 Favorite Hymns and Gospel Greats | — | — | Country40 (21 Wo.)Country |                                                    |
| 2002 | Redneck Fiddlin’ Man                                      | — | — | Country40 (6 Wo.)Country |                                                    |
| 2003 | Freedom and Justice for All                               | — | — | Country55 (6 Wo.)Country |                                                    |
| 2004 | Essential Super Hits                                      | — | — | Country66 (1 Wo.)Country |                                                    |
| 2007 | Deuces                                                    | — | — | Country67 (1 Wo.)Country |                                                    |
| 2007 | Live from Iraq                                            | — | — | Country72 (1 Wo.)Country |                                                    |
| 2010 | Land That I Love                                          | — | — | Country68 (1 Wo.)Country |                                                    |

Weitere Alben
- 1970: Charlie Daniels
- 1971: Te John Grease and Wolfman
- 1972: Way Down Younder
- 1973: Honey In The Rock
- 1978: Volunteer Jam 3 & 4
- 1981: Volunteer Jam 6
- 1987: Powder Keg
- 1991: Renegade
- 1994: The Door
- 1994: Super Hits (US: ×2Doppelplatin )

### Singles
| Jahr | Titel Album                                             | Höchstplatzierung, Gesamtwochen, AuszeichnungChartplatzierungen (Jahr, Titel, Album, Platzierungen, Wochen, Auszeichnungen, Anmerkungen) | Höchstplatzierung, Gesamtwochen, AuszeichnungChartplatzierungen (Jahr, Titel, Album, Platzierungen, Wochen, Auszeichnungen, Anmerkungen) | Höchstplatzierung, Gesamtwochen, AuszeichnungChartplatzierungen (Jahr, Titel, Album, Platzierungen, Wochen, Auszeichnungen, Anmerkungen) | Anmerkungen                 |
| Jahr | Titel Album                                             | UK | US | Country | Anmerkungen                 |
| ---- | ------------------------------------------------------- | --- | --- | --- | --------------------------- |
| 1975 | The South’s Gonna Do It Fire On The Mountain            | — | US29 (10 Wo.)US | — |                             |
| 1975 | Long Haired Country Boy Fire On The Mountain            | — | US56 (8 Wo.)US | Country27 (10 Wo.)Country |                             |
| 1976 | Texas Nightrider                                        | — | US91 (4 Wo.)US | Country36 (11 Wo.)Country |                             |
| 1976 | Wichita Jail Saddle Tramp                               | — | — | Country22 (11 Wo.)Country |                             |
| 1977 | Billy the Kid High Lonesome                             | — | — | Country75 (4 Wo.)Country |                             |
| 1977 | Heaven Can Be Anywhere (Twin Pines Theme) Midnight Wind | — | — | Country85 (4 Wo.)Country |                             |
| 1979 | The Devil Went Down to Georgia Million Mile Reflections | UK14 Silber · (10 Wo.)UK | US3 Platin + Gold (Mastertone) · (18 Wo.)US                                                                                              | Country1 (22 Wo.)Country | Wiederveröffentlichung 2004 |
| 1979 | Mississippi Million Mile Reflections                    | — | — | Country19 (11 Wo.)Country |                             |
| 1980 | Behind Your Eyes Million Mile Reflections               | — | — | Country87 (4 Wo.)Country |                             |
| 1980 | In America Full Moon                                    | — | US11 (15 Wo.)US | Country13 (11 Wo.)Country |                             |
| 1980 | The Legend of Wooley Swamp Full Moon                    | — | US31 (14 Wo.)US | Country80 (4 Wo.)Country |                             |
| 1981 | Carolina (I Remember You) Full Moon                     | — | — | Country44 (10 Wo.)Country |                             |
| 1981 | Sweet Home Alabama                                      | — | — | Country94 (2 Wo.)Country |                             |
| 1982 | Still in Saigon Windows                                 | — | US22 (12 Wo.)US | — |                             |
| 1982 | We Had It All One Time Windows                          | — | — | Country69 (5 Wo.)Country |                             |
| 1982 | Ragin’ Cajun Windows                                    | — | — | Country76 (4 Wo.)Country |                             |
| 1983 | Stroker’s Theme                                         | — | — | Country65 (6 Wo.)Country |                             |
| 1985 | American Farmer Me And The Boys                         | — | — | Country54 (10 Wo.)Country |                             |
| 1986 | Still Hurtin’ Me Me And The Boys                        | — | — | Country17 (33 Wo.)Country |                             |
| 1986 | Drinkin’ My Baby Good-Bye Me And The Boys               | — | — | Country8 (22 Wo.)Country |                             |
| 1988 | Boogie Woogie Fiddle Country Blues Homesick Heroes      | — | — | Country10 (17 Wo.)Country |                             |
| 1989 | Midnight Train Homesick Heroes                          | — | — | Country43 (9 Wo.)Country |                             |
| 1989 | Cowboy Hat in Dallas Homesick Heroes                    | — | — | Country11 (36 Wo.)Country |                             |
| 1989 | Simple Man                                              | — | — | Country12 (26 Wo.)Country |                             |
| 1990 | Mister DJ Simple Man                                    | — | — | Country34 (18 Wo.)Country |                             |
| 1990 | A Few More Rednecks Simple Man                          | — | — | Country56 (5 Wo.)Country |                             |
| 2001 | This Ain’t No Rag, It’s A Flag                          | — | — | Country33 (13 Wo.)Country |                             |
| 2003 | Southern Boy Redneck Fiddlin' Man                       | — | — | Country51 (6 Wo.)Country | mit Travis Tritt            |
| 2003 | My Beautiful America Freedom And Justice For All        | — | — | Country58 (1 Wo.)Country |                             |

### Videoalben
- 1990: Homefolks and Highways (US: Gold)